# 夏之殘戀
《夏之殘戀》（日语：／ Natsu no Owari */?），是日本小說家瀨戶內晴美的短篇小說，於1962年發表，1966年11月10日連同另外四篇短篇小說集結由新潮文庫出版成冊。本作品中的主角原型即為她年輕時期。
本作品先後於1963年與2013年改編為電影。

## 2013年電影
由熊切和嘉執導、滿島光主演的日本昭和時代背景同名電影，2012年拍攝、2013年8月上映
此片的標語為「因為，我愛你」。

### 主要演員
- 相澤知子：滿島光 飾

印染家。和已婚的作家小杉慎吾同居。
- 木下涼太：綾野剛 飾

與知子交往超過10年的男子。
- 小杉慎吾：小林薰 飾

與知子同居8年，已有妻子的作家。
- 鞠子：赤沼夢羅（日语：赤沼夢羅） 飾

常在知子家出入借書的女學生。
- 小杉ゆき：安部聰子 飾

小杉慎吾的妻子。
- 知子的前夫：小市慢太郎 飾

知子和涼太在一起之後，帶著女兒一起生活。

### 外景地
以下皆位於兵庫縣
- 淡路島（洲本市、淡路市）
- 加古川市
- 神戶市
- 姬路市

### 幕後人員
- 導演：熊切和嘉
- 製片：藤本款、伊藤和明
- 製作人：越川道夫、深瀬和美、穂山賢一
- 聯合製作：星野秀樹
- 原作：瀨戶內寂聽《夏の終り》（新潮文庫刊）
- 劇本：宇治田隆史（日语：宇治田隆史）
- 攝影：近藤龍人（日语：近藤龍人）
- 美術：安宅紀史
- 服裝：宮本まさ江
- 剪輯：堀善介
- 音響：菊池信之
- 配樂：吉姆·歐洛克（英语：Jim O'Rourke (musician)）
- 造型：田口良子
- 髮型：清水ちえこ
- 燈光：藤井勇
- 副導演：松尾崇
- 發行：KlockWorx（日语：クロックワークス）
- 製作：《夏の終り》製作委員會（KlockWorx（日语：クロックワークス）、VAP、Plandas）

### 獎項
- 第68回日本放送映画藝術大賞 映画部門 優秀主演女優賞：滿島光
- 第37回日本電影金像獎新人俳優賞：綾野剛（與《橫道世之介》一同獲獎）[4]

## 註解
1. ↑  1973年出家後戒名為瀨戶內寂聽

## 外部連結
- 《夏之殘戀》官方網站 （页面存档备份，存于）
- 2013臺北電影節
- 夏之殘戀 - allcinema（日語）
- 夏之殘戀 - KINENOTE（日語）
- The End of Summer - AllMovie（英文）
- 互联网电影数据库（IMDb）上《Natsu no owari》的资料（英文）
- 爛番茄上《Natsu no owari》的資料（英文）